# Programme New Frontiers

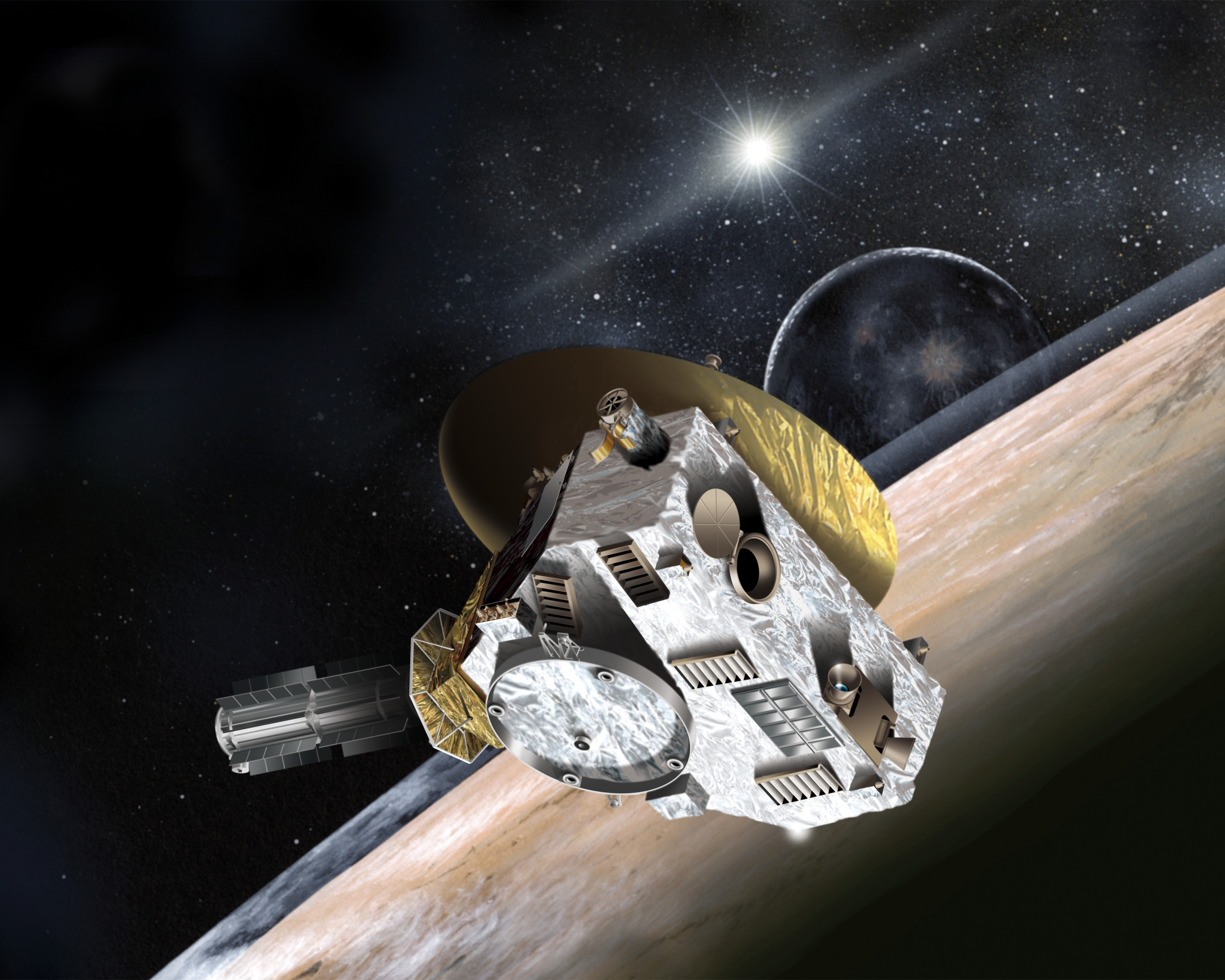
New Horizons est la première mission du programme New Frontiers.

Le programme New Frontiers est un programme de la NASA qui regroupe des missions d'exploration du système solaire dont le coût est plafonné à un milliard de dollars. Il est mis en place en 2002 en s'inspirant du programme Discovery qui, lui, rassemble des missions ayant le même objectif tout en étant deux fois moins coûteuses. Courant 2019 trois sondes spatiales rattachées au programme New Frontiers sont en opération : New Horizons (premier survol de la planète naine Pluton), Juno (placée en orbite autour de Jupiter) et OSIRIS-REx (mission de retour d'échantillons d'un astéroïde). Une quatrième mission, Dragonfly a été sélectionnée en 2019 et devrait être lancée à destination de Titan en 2028.

## Historique et objectifs du programme
Au début des années 1990 la NASA met en place le programme Discovery qui regroupe des missions d'exploration du système solaire dont le coût hors lancement est inférieur à 450 millions de dollars. L'objectif de ce programme était de garantir des lancements réguliers de nouvelles missions  (théoriquement tous les 2 ans) sans avoir à soumettre leur sélection à un accord du Congrès américain  grâce au plafond retenu et à un système de sélection rigoureux. Le coût de ces missions limitait toutefois fortement la diversité des instruments emportés et excluait l'exploration des planètes externes (Jupiter et au-delà). Le programme New Frontiers est créé en 2002 selon le même principe mais en fixant un plafond à un  milliard de dollars (valeur actualisée en 2015). Une mission New Frontiers  est retenue après un appel à propositions suivi d'une sélection mais, contrairement au programme Discovery, les objectifs du projet retenu doivent faire partie des axes d'étude listés par le dernier rapport des sciences planétaires établi tous les 10 ans par la communauté scientifique. Comme pour les missions Discovery et contrairement aux missions du programme Flagship non plafonnées, le Congrès n'intervient pas dans la décision de lancer ces missions qui ne sont limitées que par l'enveloppe budgétaire accordée au programme. Toutefois cette dernière contrainte peut fortement ralentir la cadence des lancements qui avait été fixée initialement à 5 ans. Ainsi au début des années 2010, la crise financière qui touche la NASA, impose un report de la sélection de la quatrième mission de plus de deux ans,.

## Missions en cours
Début 2025 une mission est en développement (Dragonfly (sonde spatiale)) et trois missions sont toujours en vol mais ont rempli leurs objectifs principaux. 

### New Horizons (2006-2025)
New Horizons est la première mission du programme New Frontiers. La sonde spatiale a été lancée le 19 janvier 2006 vers Pluton qu'elle a atteint le 14 juillet 2015, après avoir utilisé l'assistance gravitationnelle de Jupiter. La sonde spatiale poursuit ensuite sa route et effectue pour la deuxième fois de sa mission une première spatiale en survolant le 1er janvier 2019 Arrokoth; un petit corps de la ceinture de Kuiper. La sonde spatiale poursuit depuis sa recherche d'un autre petit corps à étudier (situation début 2025).  

### Juno (2011-2025)

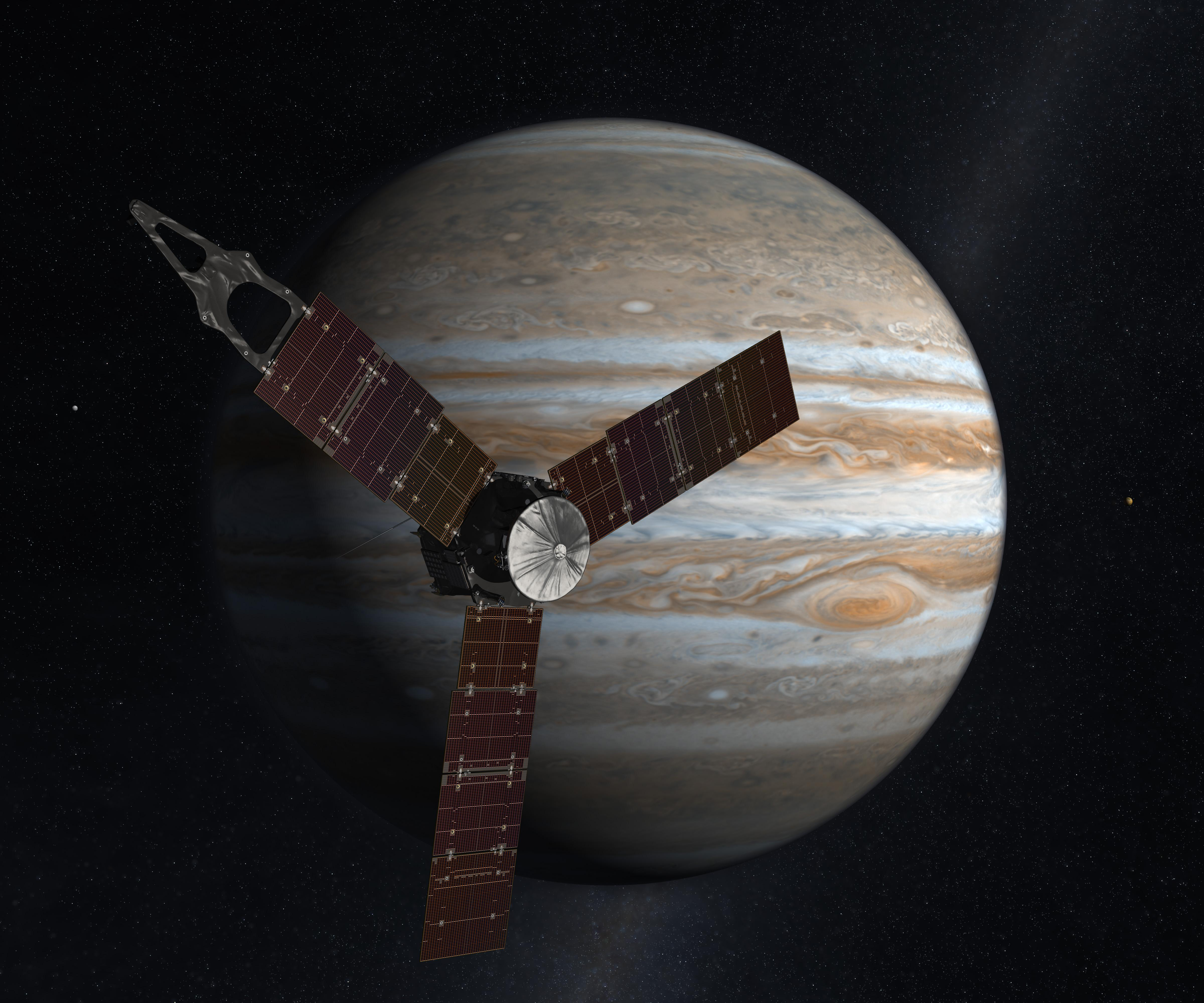
La sonde spatiale Juno.

La sonde spatiale Juno est chronologiquement la deuxième mission du programme. Elle doit poursuivre les premières investigations menées par la sonde Galileo sur la composition de la couche supérieure de son atmosphère. L'objectif est non seulement de mieux comprendre la genèse et la nature du système solaire mais également de mieux comprendre les planètes géantes extérieures en général. Son lancement a eu lieu le 5 août 2011,  La sonde s'est placée sur une orbite polaire autour de Jupiter le 5 juillet 2016 pour étudier le champ magnétique de la planète. La phase scientifique de la mission débute après la mise en orbite autour de Jupiter le 5 juillet 2016. Juno commence ses observations, depuis une orbite polaire très elliptique d'une période de cinquante-trois jours qui fait passer la sonde à très basse altitude au-dessus de la planète de pôle en pôle, en évitant en grande partie la ceinture de radiations très intense, susceptible de l'endommager. La phase scientifique de la mission initiale comprend trente-six survols de la planète et est planifiée sur vingt mois. Un problème rencontré au niveau de la propulsion principale en octobre 2016 ne permet pas de faire passer la sonde spatiale sur l'orbite courte de quatorze jours visée. Pour réaliser le nombre souhaité de survols, la mission est prolongée jusqu'en 2021. En janvier 2021, la NASA décide de prolonger la mission jusqu'en septembre 2025.

### OSIRIS-REx (2016-2023)

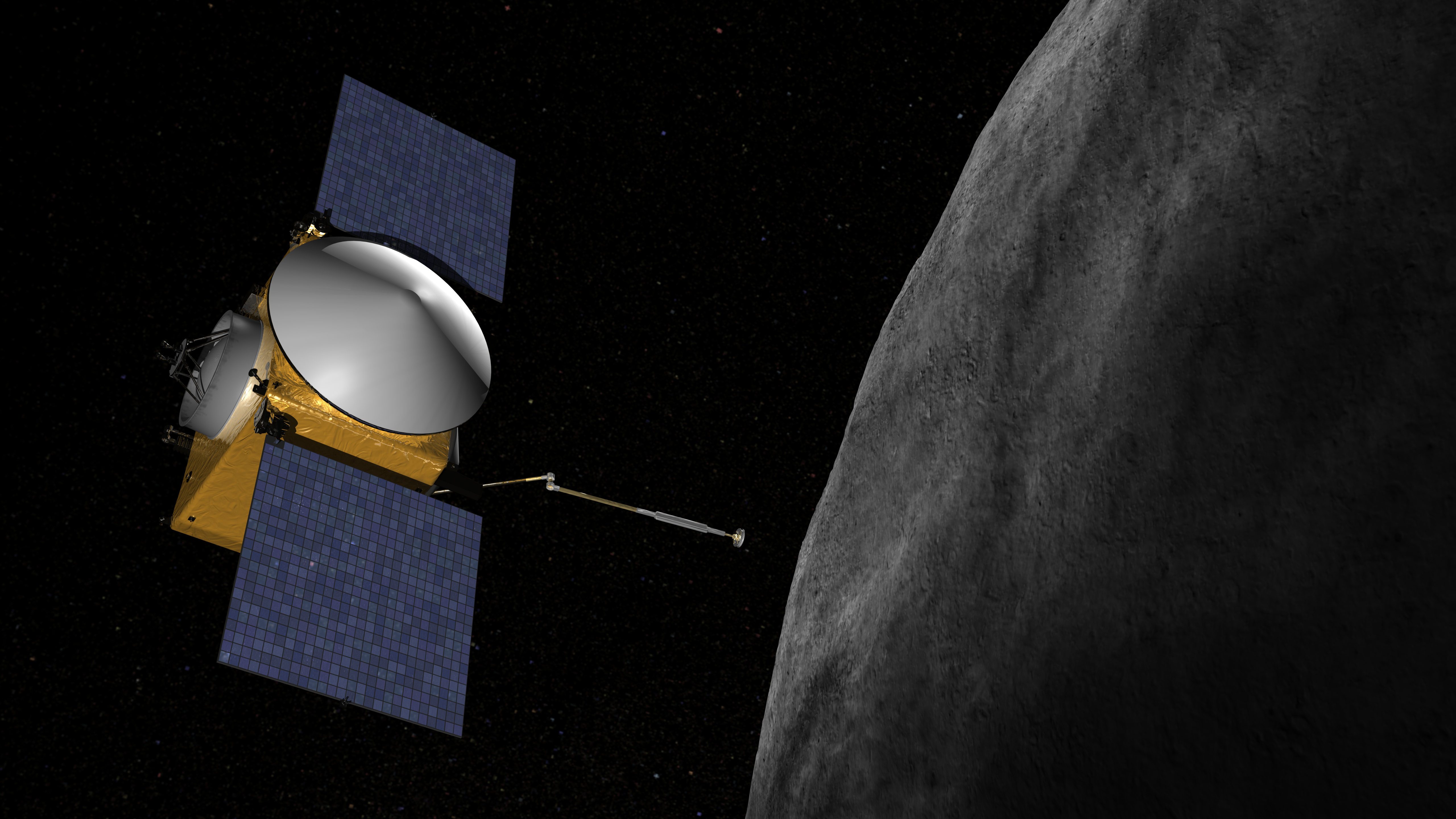
Vue d'artiste dOSIRIS-REx à proximité immédiate de l'astéroïde.

OSIRIS-REx (Origins Spectral Interpretation Resource Identification Security Regolith Explorer)  est la troisième mission du programme. Elle doit ramener sur Terre un échantillon du sol de l'astéroïde (101955) Bénou pour permettre son analyse. La sonde procédera sur place à une étude de l'astéroïde à l'aide de spectromètres et d'un LIDAR. La composition de l'échantillon doit contribuer à améliorer notre connaissance du mode de formation du système solaire. La mission a été sélectionnée en mai 2011 et lancée le 8 septembre 2016. La sonde spatiale, après deux années de transit, se place en orbite autour de l'astéroïde Bénou début décembre 2018. Après une phase de reconnaissance et d'étude, la sonde spatiale effectue le prélèvement des échantillons de sol de l'astéroïde (122 grammes) le 20 octobre 2020. Le retour sur Terre de la capsule contenant ces échantillons a eu lieu le 24 septembre 2023. La sonde spatiale doit alors débuter une nouvelle mission ayant pour objectif l'étude de l'astéroïde géocroiseur Apophis autour duquel elle se placera en orbite en 2029.  

### Dragonfly (2027-La Décennie 2040)

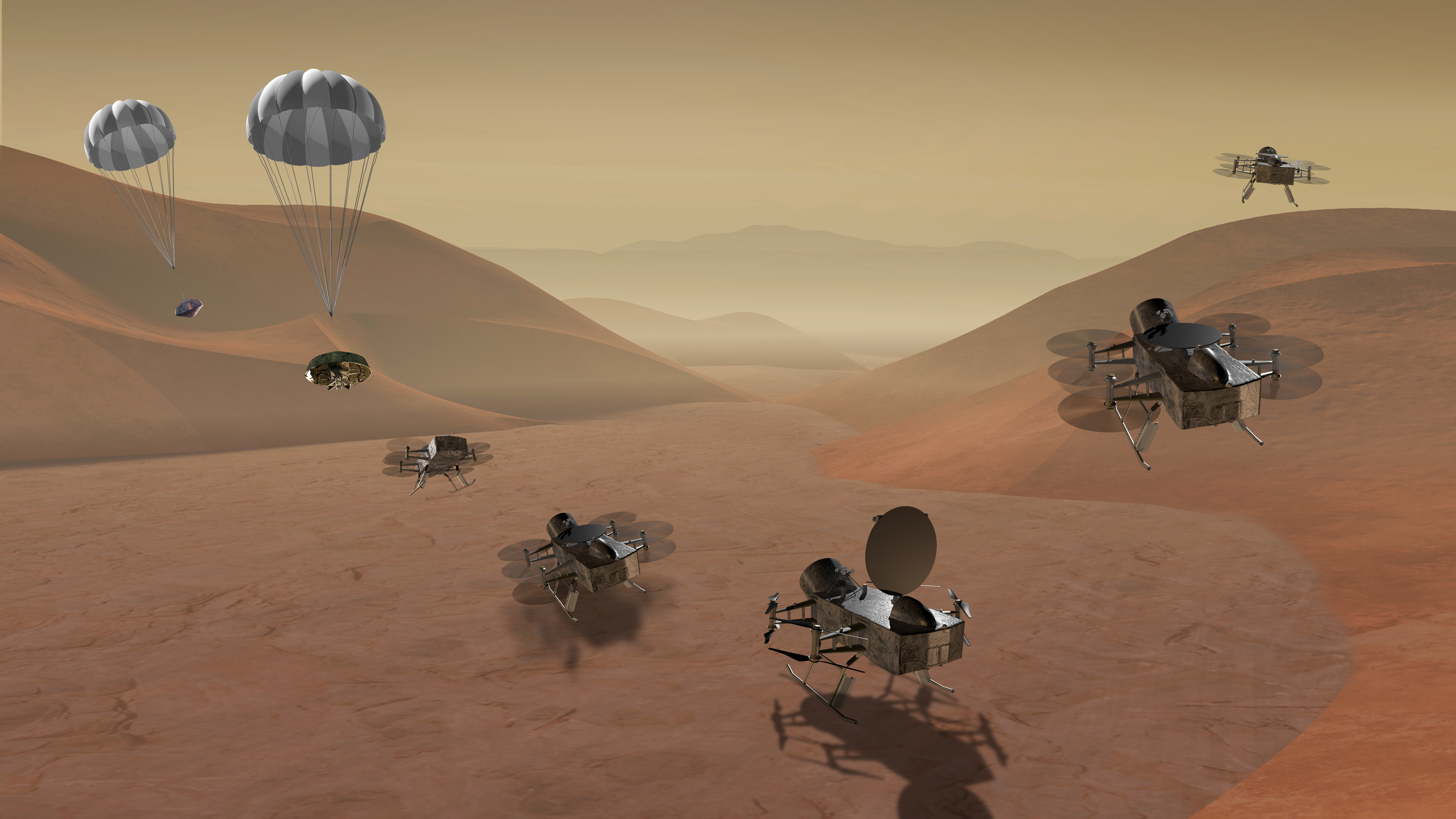
Dragonfly à la surface de Titan (vue d'artiste).

Dragonfly (libellule en anglais) est une mission d'exploration du système solaire de l'agence spatiale américaine, la NASA, dont l'objectif est d'étudier Titan la plus grosse des lunes de Saturne. La mission exploite la présence d'une atmosphère dense et d'une gravité relativement peu élevée : elle met en œuvre un aérobot de type aérogire qui effectuera de multiples vols de courte durée pour étudier la basse atmosphère et la surface de Titan. Dragonfly est un des deux finalistes retenus en décembre 2017 pour la quatrième mission du programme New Frontiers qui regroupe des sondes spatiales chargées d'explorer le système solaire avec un coût est plafonné à un milliard de dollars. La NASA a sélectionné cette mission en juin 2019. Celle-ci doit décoller en 2028 et se poser sur Titan en 2036.

## Quatrième mission du programme

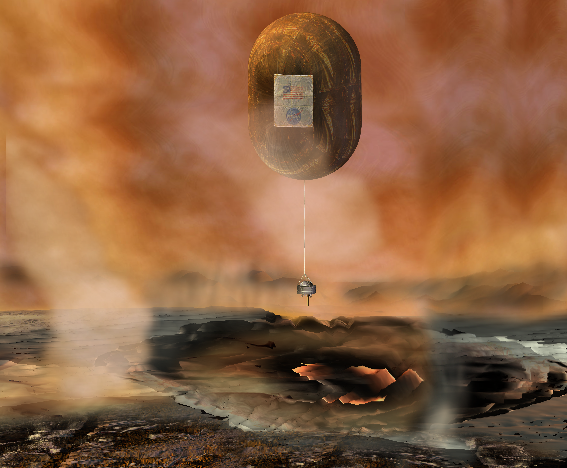
Concept mis en œuvre pour Venus In-Situ : ballon survolant la surface de Vénus.

### Historique
Début 2011 cinq missions candidates sont pressenties pour la quatrième mission du programme (les cinq premières listées ci-dessous). Mais les missions scientifiques de la NASA subissent de fortes réductions budgétaires liées à la crise économique en cours aggravée par les dépassements du télescope spatial JWST. Le budget de la NASA proposé début 2014 entraîne la mise en suspens du programme New Frontiers. Début 2015, la NASA réintègre le programme dans ses prévisions budgétaires. Un appel à propositions est lancé fin 2016. Il est prévu à l'époque qu'une pré-sélection débouchant sur des études approfondies soit finalisée en novembre 2017 puis que la sélection finale soit effectuée en juillet 2019. Les propositions de mission doivent porter sur un des six thèmes énoncés dans le plan stratégique et le plan scientifique de la NASA de 2014 :
- Mission de retour d'échantillon de la surface d'une comète
- Mission de retour d'échantillon du sol  prélevé dans le Bassin Pôle Sud-Aitken près du pôle sud de la Lune.
- Mondes océaniques : Encélade et/ou Titan
- Sonde atmosphérique de Saturne
- Étude des astéroïdes troyens orbitant aux points de Lagrange L4 ou L5 de la planète Jupiter.
- Étude de la composition et les caractéristiques de la surface de Vénus visant à répondre aux deux objectifs suivants : formation des planètes terrestres et modalités de l'évolution de Vénus depuis son origine sans doute similaire à celle de la Terre.

### Propositions
Une douzaine de propositions sont remises et étudiées en 2017 par la NASA qui souhaite en retenir 2 à 3 finalistes pour la fin de cette année. La mission sera choisie parmi ces finalistes mi-2019 pour un lancement qui devrait avoir lieu avant fin 2025. Selon les missions le temps de transit jusqu'à l'objectif sera compris entre quelques jours (mission vers la Lune) et 12 ans (Saturne et ses satellites). Le développement de la sonde spatiale, des instruments scientifiques et la conduite des opérations doivent s'inscrire dans une enveloppe de 850 millions US$. 150 millions US$ sont octroyés pour l'acquisition du lanceur.

#### Étude de Vénus: VISAGE
La mission VISAGE Venus In Situ Atmospheric and Geochemical Explorer doit étudier la composition et les caractéristiques de la surface de Vénus. La sonde doit extraire et analyser un échantillon du sol vénusien et doit également mesurer les éléments et la composition minéralogique de la surface.

#### Moonrise

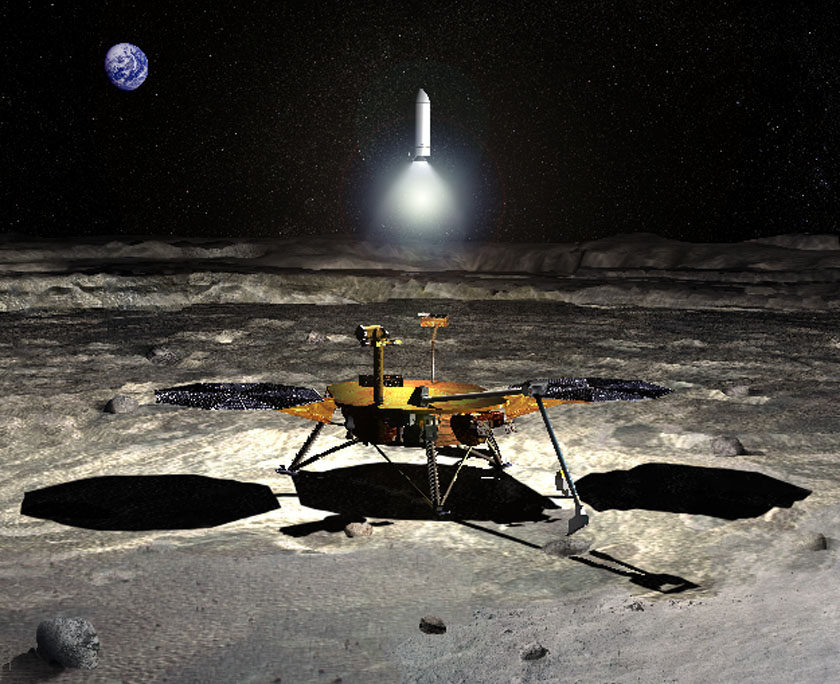
Configuration possible de la sonde South Pole-Aitken Basin Sample Return.

La sonde MoonRise a comme objectif de rapporter sur Terre un échantillon de la croute lunaire ancienne qui serait extraite près du Pole Sud lunaire.

#### Comet Astrobiology Exploration SAmple Return

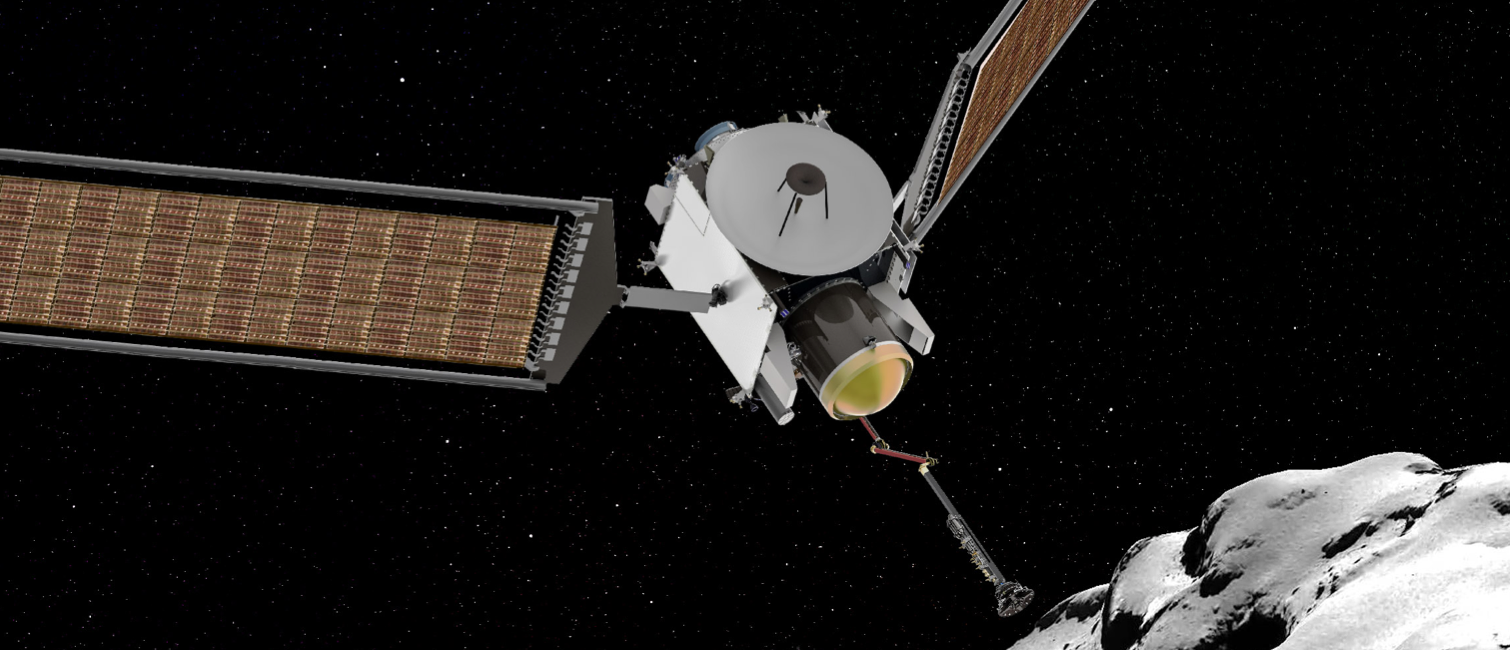
Vue d'artiste de CAESAR.

La mission CAESAR a comme objectif de ramener sur Terre des échantillons du noyau de la comète 67P/Tchourioumov-Guérassimenko prélevés à un ou plusieurs endroits du noyau ainsi que dans la queue de la comète. L'objectif est de mieux connaitre la composition du système solaire au tout début de sa formation déjà étudiée. La comète a déjà été étudiée par la sonde spatiale européenne Rosetta ce qui permet de disposer d'un grand nombre d'informations autant sur la stratégie à adopter pour le recueil des échantillons que sur les caractéristiques de la comète.

#### Trojan Tour and Rendezvous
Trojan Tour and Rendezvous est un projet qui vise à explorer plusieurs astéroïdes troyens, petits corps orbitant aux points de Lagrange L4 ou L5 de la planète Jupiter. Cette mission devrait fournir des éléments sur la composition minéralogique et élémentaire de la surface ainsi que la géologie de certains de ces astres. La sonde devrait être équipée de plusieurs instruments scientifiques, dont un spectromètre ultra-violet et un lidar.

#### Saturn Probe

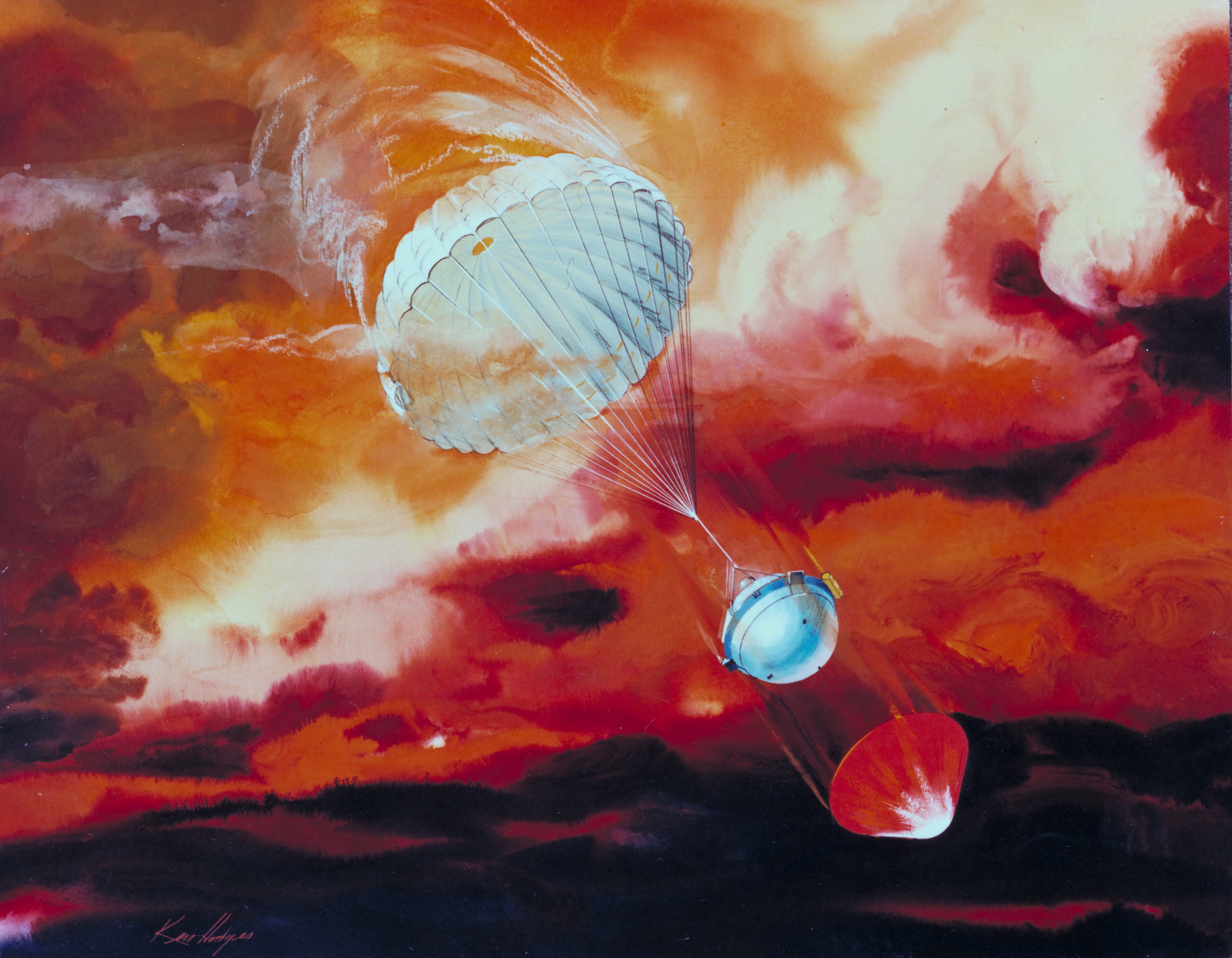
La sonde Galileo.

Une première version de sonde spatiale destinée à étudier in situ l'atmosphère de Saturne avait été proposée lors de l'appel à propositions de 2011 resté sans suite. Saturn Probe était une mission de type orbiteur qui devait étudier avec précision l'atmosphère de Saturne, comme l'a en partie fait la mission Galileo pour Jupiter. Elle aurait notamment pour but de déterminer l'abondance des gaz nobles et la structure de l'atmosphère de la planète. Parmi les nombreux instruments que la sonde devrait emporter se trouvaient un spectromètre de masse neutre (NMS) ainsi qu'un oscillateur ultra stable (USO).
Lors du deuxième appel à propositions lancé en 2017 une sonde atmosphérique baptisée SPRITE (Saturn PRobe Interior and aTmospheric Explorer) reprend les mêmes objectifs. Il s'agit de répondre aux nombreuses questions que soulèvent la formation et l'évolution de Saturne en mesurant in situ la composition de son atmosphère. Un des objectifs est de déterminer à quelle distance du Soleil Saturne s'est elle formée et quel rôle la planète géante a-t-elle joué dans la migration initiale des planètes géantes d'abord vers une orbite plus proche du Soleil puis plus éloignée de celui-ci (selon un des scénarios envisagés pour l'évolution du système solaire). SPRITE doit également mesurer la quantité d'hélium pour expliquer pourquoi la température de l'atmosphère est supérieure à celle prédite par les modèles en vigueur. SPRITE comprend un engin spatial porteur équipé d'une caméra fournissant le contexte de la progression de la sonde atmosphérique dans l'atmosphère de Saturne. Cette dernière, après avoir été larguée par son vaisseau mère, doit s'enfoncer dans l'atmosphère de Saturne et  analyser, au cours de sa descente d'une durée de 90 minutes, sa composition de l'atmosphère, sa température, sa pression, la vitesse des vents et la structure des nuages. Le vaisseau porteur relaiera ces données vers la Terre.

#### Étude d'Encelade: missions ELSAH et ELF
Deux propositions de mission portent sur l'étude de la lune Encelade qui présente la particularité d'abriter un océan souterrain dont les caractéristiques (température, composition) seraient favorables à l'émergence de formes de vie. Les instruments qui équipaient l'orbiteur Cassini ne permettaient pas de pousser les investigations. Ces deux sondes sont équipés d'instruments plus précis. Aucun détail n'est disponible sur la mission ELSAH (Enceladus Life Signatures and Habitability). La sonde spatiale ELF (Enceladus Life Finder) doit se placer sur une orbite de 62 jours autour de Saturne et effectuer 10 survols rapprochés d'Encelade en traversant à chaque passage le nuage de matière éjecté par les geysers situés au pôle sud de cette lune. La sonde spatiale est équipée de trois spectromètres de masse qui doivent permettre d'effectuer des analyses poussées de la composition des gaz éjectés et déterminer si ceux ci contiennent des molécules organiques complexes précurseurs ou indices de formes de vie. ELF sera également équipée d'une caméra qui devrait prendre des images spectaculaires de la surface. Profitant des avancées dans le domaine des cellules solaires, ELF utilisera des panneaux solaires pour produire l'énergie dont la sonde spatiale a besoin malgré la faiblesse du rayonnement solaire  disponible au niveau de l'orbite de Saturne (100 fois plus faible).

#### Étude de Titan: missions Oceanus et Dragonfly

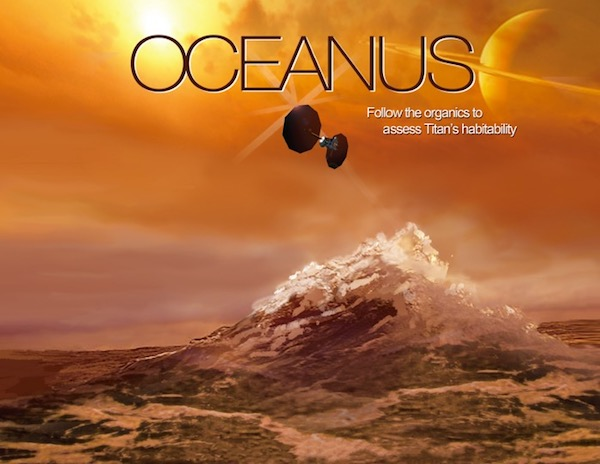
La sonde Oceanus.

Deux propositions de mission ambitieuses visent à étudier in situ les caractéristiques de la lune Titan. Oceanus doit se placer sur une orbite basse autour de Titan pour étudier in situ les processus  de création des molécules organiques complexes dans les couches supérieures de l'atmosphère. La sonde spatiale est équipée d'un spectromètre de masse dont la sensibilité est dix fois supérieure à celle de l'instrument équipant Cassini. L'objectif est de comprendre ces processus dominé par le méthane qui ont sans doute également joué un rôle central dans l'évolution de l'atmosphère de la Terre, il y a 3,5 milliards d'années. Oceanus dispose également d'une caméra pouvant réaliser des images de la surface de Titan dans trois bandes infrarouges pour cartographier les accumulations de matières organiques sur le sol et comprendre comment celles-ci s'accumulent, sont transportées à la surface et sont érodées. La caméra doit également cartographier les régions recouvertes de glace d'eau. Un radar et une expérience de radio-science doivent permettre de déterminer la structure de la croute et de l'intérieur de la lune ainsi que les caractéristiques de l'océan souterrain salé situé sous la surface glacée, notamment si celui-ci est au contact du noyau rocheux de Titan comme on le suppose sur Encelade. Oceanus est équipé de panneaux solaires.
La mission Dragonfly est particulièrement audacieuse sur le plan technique. Elle exploite le fait que Titan a une gravité largement inférieure à celle de la Terre et dispose d'une atmosphère épaisse. Ces deux caractéristiques sont favorables à la mise en œuvre d'un engin volant. Dragonfly utilise un drone hélicoptère capable d'effectuer de courts vols en pilotage automatique de quelques dizaines de kilomètres avant de se poser pour recharger ses batteries à l'aide d'un générateur thermoélectrique à radioisotope embarqué. Durant la phase de vol, le drone analyse la composition de l'atmosphère et établit le profil vertical de celle-ci. Lorsqu'il est au sol, il étudie la composition des matériaux organiques et des glaces de la surface en utilisant un spectromètre de masse et un spectromètre gamma à neutrons actifs. Le drone dispose également d'instruments pour étudier la météorologie et effectuer des études sismiques.

### Sélection de Dragonfly (juin 2019)
En décembre 2017, la NASA sélectionne les deux finalistes  CAESAR et Dragonfly. Les responsables de ces deux projets reçoivent un financement de la NASA pour détailler les spécifications  de leur projet (phase A) avant la décision finale. La NASA décide également de financer des recherches destinés à mettre au point des technologiques utilisées par les projets  ELSAH (survol d'Encelade)  et VICI (atterrissage sur Vénus) en vue d'une prochaine sélection.
La mission Dragonfly est finalement sélectionnée le 27 juin 2019  bien que Titan ne fasse pas partie des destinations retenues par le dernier rapport décennal sur les sciences planétaires sur lequel la NASA doit normalement baser son choix. En sélectionnant cette mission l'agence spatiale a voulu réagir rapidement aux dernières découvertes effectuées sur cette lune par la mission Cassini Huygens et le télescope Hubble sans attendre la prochaine actualisation de ce rapport. En 2024 le coût total de la mission explose pour atteindre 3,35 milliards de dollar, en raison de la pandémie de Covid-19 et de l'inflation engendrée. Par ailleurs les difficultés budgétaires de la NASA et une refonte de la mission pendant son développement conduisent le coût en valeur réelle d'atteindre le double de l'enveloppe initiale (2,1 milliards au lieu de 1 milliard). Malgré tout le projet est poursuivi en raison de son soutien parmi la communauté scientifique et de son caractère sans précédent.

## New Frontiers 5
L’enquête décennale recommande de sélectionner deux missions «Nouvelles frontières» par décennie. L'examen à mi-parcours de l'enquête sur la Décennie 2013-2022 de 2018 a révélé que la NASA prenait du retard sur cette cadence et recommandait la publication de l'annonce des perspectives de New Frontiers 5 au plus tard en décembre 2021. Thomas Zurbuchen, administrateur associé de la Direction de la mission scientifique, a répondu positivement à la recommandation de la revue à mi-parcours, déclarant que la NASA s'était "engagée à organiser deux compétitions Nouvelles frontières par décennie" et prévoyait actuellement de publier l'annonce des opportunités en 2021 ou 2022, bien que la revue à mi-parcours prévoit une date de publication aussi tardive que 2023. En janvier 2020, la NASA prévoit de publier l'annonce d'opportunité New Frontiers 5 fin 2022. La pandémie de Covid-19, l'inflation, les difficultés de développement de New Frontiers 4 (Dragonfly) et les contraintes budgétaires conduisent la NASA à repousser l'appel à projets pour New Frontiers 5. En 2023, il est finalement prévu pour 2026 au plus tôt.